# José Sótero Valero Ruz
Monseñor José Sótero Valero Ruz es un obispo venezolano, nacido en Timotes, Estado Mérida. fue el V Obispo de Guanare.

## Biografía

### Primeros años de vida
José Sótero Valero Ruz, nació en Timotes, estado Mérida, el 22 de abril de 1936, en un hogar sencillo y cristiano. Realizó sus estudios de primaria en la escuela "Canónigo Uzcátegui" de su Mérida. Ingresó al Seminario Arquidiócesano de Mérida y posteriormente concluyó su bachillerato en el Seminario de Kermaría de La Grita, con los padres Euditas. Luego se trasladó a Bogotá al seminario Valmaría para estudiar filosofía y teología. Concluida su formación académica fue Ordenado Sacerdote por monseñor Alejandro Fernández Feo, en San Cristóbal, estado Táchira, el 16 de mayo de 1964.

## Sacerdote
El 16 de mayo de 1964.,  recibe las Sagradas Órdenes Sacerdotales en la San Cristóbal, Estado Táchira.

### Cargos Pastorales
Ocupó sucesivamente los Cargos de:
- Prefecto de Disciplina del Seminario Menor de Maracaibo, y finalmente en el seminario Mayor de Caracas.
- Capellán Militar del Cuartel Anzoátegui.
- Capellán Militar de la Brigada Blindada número 41 de Valencia.
- Profesor y director Espiritual del Seminario Mayor de Valencia.
- Director del departamento de Evangelización y Catequesis de Valencia .

## Episcopado

### Obispo Auxiliar de Valencia
El 9 de mayo de 1998, el Santo Padre Juan Pablo II lo nombró Obispo titular de Alba y Obispo Auxiliar de la Arquidiócesis de Valencia en Venezuela.
Recibió la Ordenación Episcopal de manos Excmo. Mons. Jorge Liberato Urosa Savino, Arzobispo de Valencia.

### Obispo de la Diócesis de Guanare
El 19 de marzo de 2001, el Santo Padre Juan Pablo II lo designó V Obispo de la Diócesis de Guanare.

### Obispo Emérito de la Diócesis de Guanare
El 12 de octubre de 2011, Benedicto XVI aceptó su renuncia al Obispado de Guanare, designando al Excmo. Mons. José de la Trinidad Valera Angulo como su sucesor.
Tras haber renunciado, se trasladó a la Arquidiócesis de Valencia en Venezuela, donde falleció el 29 de junio de 2012, a los 74 años de edad.

## Predecesores y sucesores en los cargos
| Predecesor:                            | Obispo titular de Alba 1998 - 2001                   | Sucesor:                                   |
| Predecesor: Reinaldo del Prette Lissot | Obispo auxiliar de Valencia 1998 - 2001              | Sucesor:                                   |
| Predecesor: Alejandro Figueroa Medina  | V Obispo de la Diócesis de Guanare 2001 - 2011       | Sucesor: José de la Trinidad Valera Angulo |
| Predecesor:                            | Obispo Emérito de la Diócesis de Guanare 2011 - 2012 | Sucesor:                                   |